# 保安

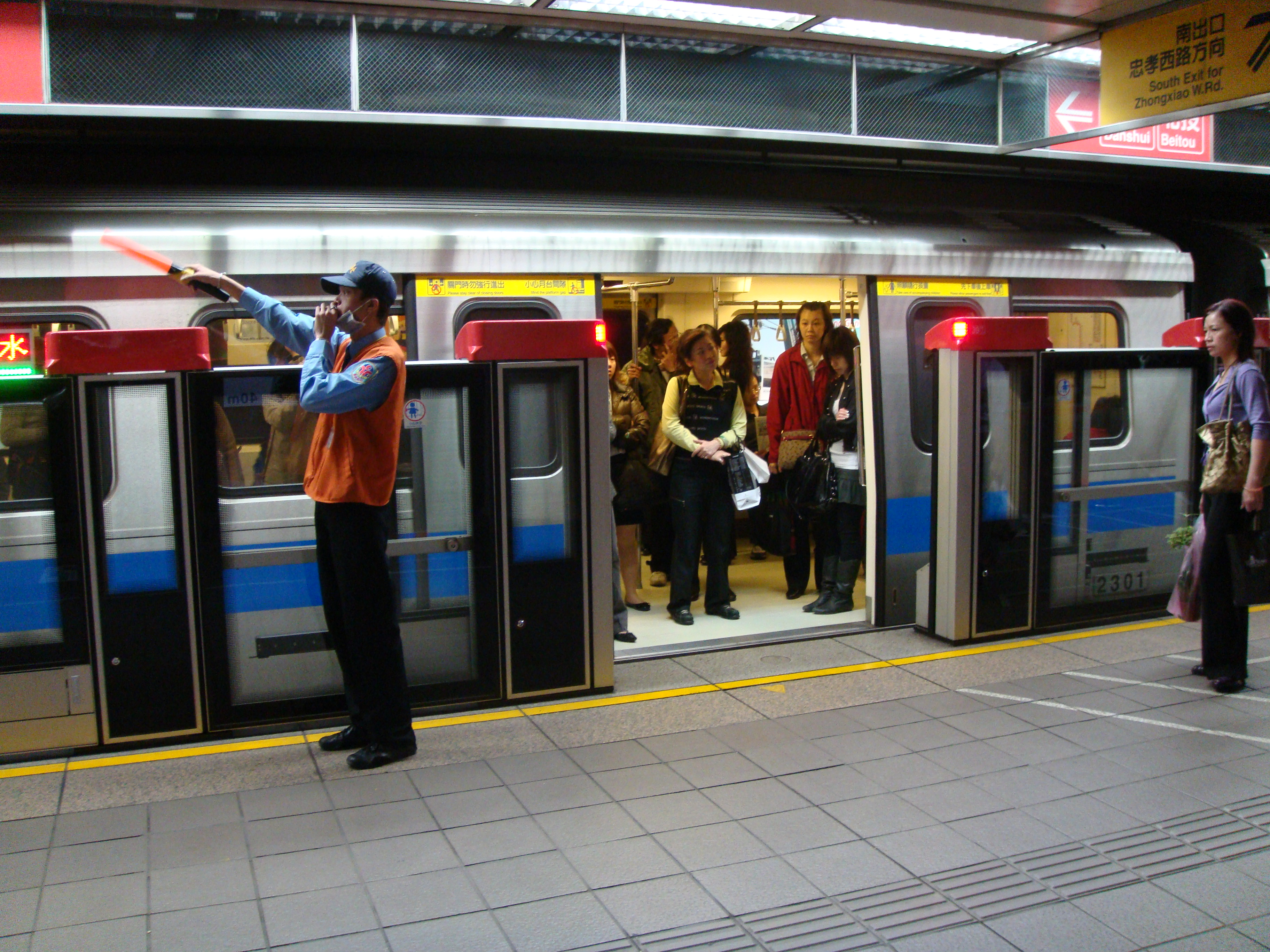
台北捷運外包的保全員

保安（英語：Security），是指通过某种防范、监查或控制措施，保護事物遠離危險、免受損失或抵御伤害的一種概念。一般來說，保安的概念跟安全相似，不過保安的著眼點是保護事物免受外來的傷害。保安亦指預防危險或突發情況的一種手段或措施，或進行保安工作的工作人員。
保安大概介於安保與警察之中，通常為危險或者小情况之下先出現，維持秩序的先鋒和首衛。两者最大的差異在於，保全沒有國家賦予警察的公權力。

## 各地情況

### 香港

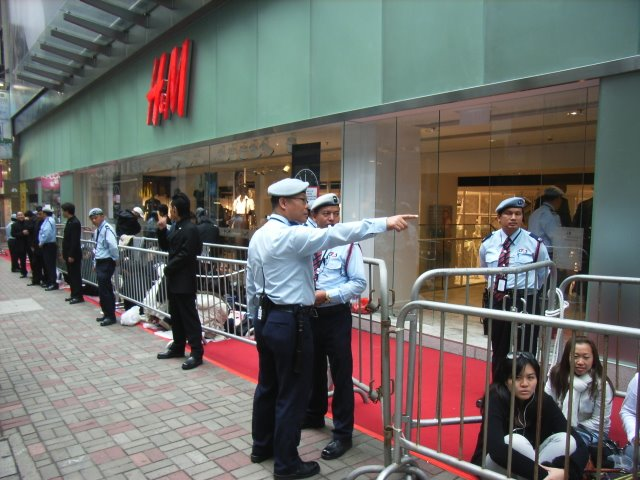
香港物業管理員(G4S)

在香港，根據工會於2011年統計，共有16萬名不同種類的保安員，包括看更、物業管理員、保安員、警衞、運鈔車及保鏢等。

## 保安的類型
資訊科技
- 電腦保安
- 資訊保安

實物
- 保全
- 保全員
- 航空安全
- 食品安全
- 物業管理

社會
- 國家安全
- 公共安全
- 人類安全

金融
- 證券（英文同为Security）